# Tony Docherty
Tony Docherty (* 24. Januar 1971 in East Kilbride) ist ein ehemaliger schottischer Fußballspieler und aktueller -trainer. 

## Karriere

### Als Spieler
Tony Docherty begann seine Fußballkarriere in den Jugendmannschaften des East Kilbride YC in seiner Geburtsstadt. Danach stand er bei Dunfermline Athletic unter Vertrag. Während dieser Zeit studierte Docherty auch an der Pädagogischen Hochschule Jordanhill. Er verließ Dunfermline, um bei Cambridge United zu spielen, und kehrte später nach Schottland zurück. Ab der Saison 1991/92 stand er für zwei Jahre beim schottischen Zweitligisten Stirling Albion unter Vertrag. Die Spielzeit 1993/94 verbrachte Docherty beim Drittligisten FC East Stirlingshire, für den er nur sporadisch zum Einsatz kam. Seine letzte Saison als aktiver Spieler absolvierte er in der vierten Liga bei den Albion Rovers. Während seiner Zeit bei den Albion Rovers in Coatbridge, trat Docherty der technischen Abteilung und als Entwicklungsbeauftragter der Region Glasgow der Scottish Football Association bei. In dieser Funktion war er drei Jahre lang tätig, bevor er nach Falkirk zog, um die Stelle des „Community Coach“ anzunehmen.

### Als Trainer
Docherty trainierte zunächst Carnoustie Panmure in der Midlands Football League, und danach als Jugendtrainer beim FC Falkirk. Nach der Ernennung von Ian McCall zum neuen Cheftrainer in Falkirk wurde Docherty in das Trainerteam der ersten Mannschaft berufen. Als McCall Anfang 2003 die Leitung von Dundee United übernahm, wurde Docherty auch dort Teil des Trainerteams und war zugleich im Jugendbereich tätig. Nach McCalls Entlassung im Jahr 2005 und der anschließenden Ernennung von Gordon Chisholm als Nachfolger auf der Cheftrainerposition, verblieb Docherty als Co-Trainer in Dundee. Auch unter den aufeinanderfolgenden Trainerperioden von Craig Brewster und Craig Levein hatte Docherty diese Position inne.
Im Oktober 2007 verließ Docherty Dundee und wechselte einen Monat später als Co-Trainer zum schottischen Zweitligisten FC St. Johnstone, wo er erstmals unter dem ehemaligen United-Spieler Derek McInnes arbeitete, der seinen ersten Cheftrainerposten übernommen hatte. Achtzehn Monate später gelang der Wiederaufstieg als Zweitligameister in die Scottish Premier League. In der Saison 2011/12 konnte sich St. Johnstone erstmals seit 12 Jahren wieder für den Europapokal qualifizieren als der Verein sechster in der Tabelle wurde. Als McInnes im Oktober 2011 Trainer vom englischen Zweitligisten Bristol City wurde, folgte ihm Docherty als Co-Trainer. Im Januar 2013 folgte die Entlassung.
Am 25. März 2013 tat er sich erneut mit Derek McInnes zusammen, diesmal beim schottischen Erstligisten FC Aberdeen. In den folgenden Jahren etablierte sich Aberdeen in der Spitzengruppe in Schottland fest. Bis zum Jahr 2021 wurde Aberdeen viermal Vizemeister, erreichte dreimal das Ligapokalfinale welches 2014 gewonnen wurde, sowie 2017 einmal das Pokalfinale. Nach acht erfolgreichen Jahren beendeten beide ihre Arbeit im März 2021 in Aberdeen. Einen Monat später wechselte Docherty als Co-Trainer von Gary Irvine zum Drittligisten Forfar Athletic.
Docherty tat sich im Januar 2022 erneut mit Derek McInnes beim FC Kilmarnock zusammen. Mit Kilmarnock gelang direkt in der Saison 2021/22 der Aufstieg in die erste Liga. In der folgenden Erstligasaison gelang der sichere Klassenerhalt.
Docherty wechselte im Mai 2023 in der Position des Cheftrainers zum Erstligaaufsteiger FC Dundee, nachdem der Vertrag mit dem Aufstiegstrainer Gary Bowyer nicht verlängert worden war. Docherty hatte eine erfolgreiche erste Saison als Cheftrainer und führte den Verein als Aufsteiger direkt in die Meisterschafts-Play-offs. In der Saison 2024/25 schaffte Docherty am letzten Spieltag den neuerlichen Klassenerhalt, wurde aber am folgenden Morgen entlassen.